# دانفيل (كنتاكي)
دانفيل (بالإنجليزية: Danville, Kentucky)‏ هي مدينة تقع في مقاطعة بويل، كنتاكي بولاية كنتاكي في وسط جنوب شرق الولايات المتحدة. تأسست عام 1783، تبلغ مساحة هذه المدينة 41.2 (كم²)، وترتفع عن سطح البحر م، بلغ عدد سكانها 16218 نسمة في عام 2010 حسب إحصاء مكتب تعداد الولايات المتحدة وتصل الكثافة السكانية فيها 395.7 نسمة/كم2.

## التركيبة السكانية
حدّد مكتب تعداد الولايات المتحدة بيانات التركيبة السكانية لدانفيل في تعداد الولايات المتحدة. في ما يلي، التركيبة السكانية حسب تعدادي 2000 و2010.

### تعداد عام 2000
بلغ عدد سكان دانفيل 15,477 نسمة بحسب تعداد عام 2000، وبلغ عدد الأسر 6,223 أسرة وعدد العائلات 4,015 عائلة مقيمة في المدينة. في حين سجلت الكثافة السكانية 345.8 نسمة لكل كيلومتر مربع (895.6/ميل2). وبلغ عدد الوحدات السكنية 6,734 وحدة بمتوسط كثافة قدره 150.4 لكل كيلومتر مربع (389.5/ميل2).
وتوزع التركيب العرقي للمدينة بنسبة 83.67% من البيض و13.02% من الأمريكيين الأفارقة و0.25% من الأمريكيين الأصليين و0.83% من الأمريكيين ذوي الأصول الآسيوية و0.04% من سكان جزر المحيط الهادئ و0.82% من الأعراق الأخرى و1.38% من عرقين مختلطين أو أكثر و1.48% من الهسبانيون أو اللاتينيون من أي عرق.
بلغ عدد الأسر 6,223 أسرة كانت نسبة 31.6% منها لديها أطفال تحت سن الثامنة عشر تعيش معهم، وبلغت نسبة الأزواج القاطنين مع بعضهم البعض 47.4% من أصل المجموع الكلي للأسر، ونسبة 14.2% من الأسر كان لديها معيلات من الإناث دون وجود شريك،  بينما كانت نسبة 2.9% من الأسر لديها معيلون من الذكور دون وجود شريكة وكانت نسبة 35.5% من غير العائلات. تألفت نسبة 31.7% من أصل جميع الأسر من عدة أفراد يعيشون في نفس المنزل ونسبة 14% كانت تتألف من شخص يعيش بمفرده يبلغ من العمر 65 عاماً أو أكثر. وبلغ متوسط حجم الأسرة المعيشية 2.26، أما متوسط حجم العائلات فبلغ 2.82.
بلغ العمر الوسطي للسكان 36.7 عاماً. وكانت نسبة 21.7% من القاطنين تحت سن الثامنة عشر، وكانت نسبة 7.1% بين الثامنة عشر والرابعة والعشرين عاماً، ونسبة 25.1% كانت واقعةً في الفئة العمرية ما بين الخامسة والعشرين والرابعة والأربعين عاماً، ونسبة 22.1% كانت ما بين الخامسة والأربعين والرابعة والستين، ونسبة 14.9% كانت ضمن فئة الخامسة والستين عاماً فما فوق. يوجد لكل 100 أنثى 84.8 ذكر، ويوجد لكل 100 أنثى في الثامنة عشر من عمرها فما فوق 78.8 ذكر.
بلغ متوسط دخل الأسرة في المدينة 32,938 دولارًا، أما متوسط دخل العائلة فبلغ 40,528 دولارًا. وكان متوسط دخل الذكور 35,327 دولارًا مقابل 24,542 دولارًا للإناث. وسجل دخل الفرد الخاص بالمدينة 18,906 دولارًا. وكانت نسبة 9.4% من العائلات ونسبة 12.4% من السكان تحت خط الفقر، وكان من هؤلاء نسبة 17.7% تحت سن الثامنة عشر ونسبة 10.5% في الخامسة والستين من العمر وما فوق.

### تعداد عام 2010
بلغ عدد سكان دانفيل 16,218 نسمة بحسب تعداد عام 2010، وبلغ عدد الأسر 6,405 أسرة وعدد العائلات 3,983 عائلة مقيمة في المدينة. في حين سجلت الكثافة السكانية 362.3 نسمة لكل كيلومتر مربع (938.4/ميل2). وبلغ عدد الوحدات السكنية 7,180 وحدة بمتوسط كثافة قدره 160.4 لكل كيلومتر مربع (415.4/ميل2).
وتوزع التركيب العرقي للمدينة بنسبة 83.16% من البيض و10.92% من الأمريكيين الأفارقة و0.25% من الأمريكيين الأصليين و1.01% من الأمريكيين ذوي الأصول الآسيوية و0.02% من سكان جزر المحيط الهادئ و1.83% من الأعراق الأخرى و2.82% من عرقين مختلطين أو أكثر و3.92% من الهسبانيون أو اللاتينيون من أي عرق.
بلغ عدد الأسر 6,405 أسرة كانت نسبة 29.3% منها لديها أطفال تحت سن الثامنة عشر تعيش معهم، وبلغت نسبة الأزواج القاطنين مع بعضهم البعض 43.1% من أصل المجموع الكلي للأسر، ونسبة 14.7% من الأسر كان لديها معيلات من الإناث دون وجود شريك،  بينما كانت نسبة 4.4% من الأسر لديها معيلون من الذكور دون وجود شريكة وكانت نسبة 37.8% من غير العائلات. تألفت نسبة 33% من أصل جميع الأسر من عدة أفراد يعيشون في نفس المنزل ونسبة 13.8% كانت تتألف من شخص يعيش بمفرده يبلغ من العمر 65 عاماً أو أكثر. وبلغ متوسط حجم الأسرة المعيشية 2.25، أما متوسط حجم العائلات فبلغ 2.83.
بلغ العمر الوسطي للسكان 39.4 عاماً. وكانت نسبة 20.8% من القاطنين تحت سن الثامنة عشر، وكانت نسبة 13.9% بين الثامنة عشر والرابعة والعشرين عاماً، ونسبة 22.2% كانت واقعةً في الفئة العمرية ما بين الخامسة والعشرين والرابعة والأربعين عاماً، ونسبة 25.1% كانت ما بين الخامسة والأربعين والرابعة والستين، ونسبة 18% كانت ضمن فئة الخامسة والستين عاماً فما فوق. وتوزع التركيب الجنسي للسكان بنسبة 46.6% ذكور و53.4% إناث.

## أعلام
- جورج بي. كريتندن
- هيو لينوكس سكوت
- جون ميخائيل مونتجومري
- سكوت بروت
- جيم مارشال
- جوشوا فراي بيل
- جون بويل
- تود دونكان
- لويس دبليو. غرين

## وصلات خارجية
- www.danvilleky.org
- The US50 - Cities and Towns in Kentucky State